# Winter (delfino)

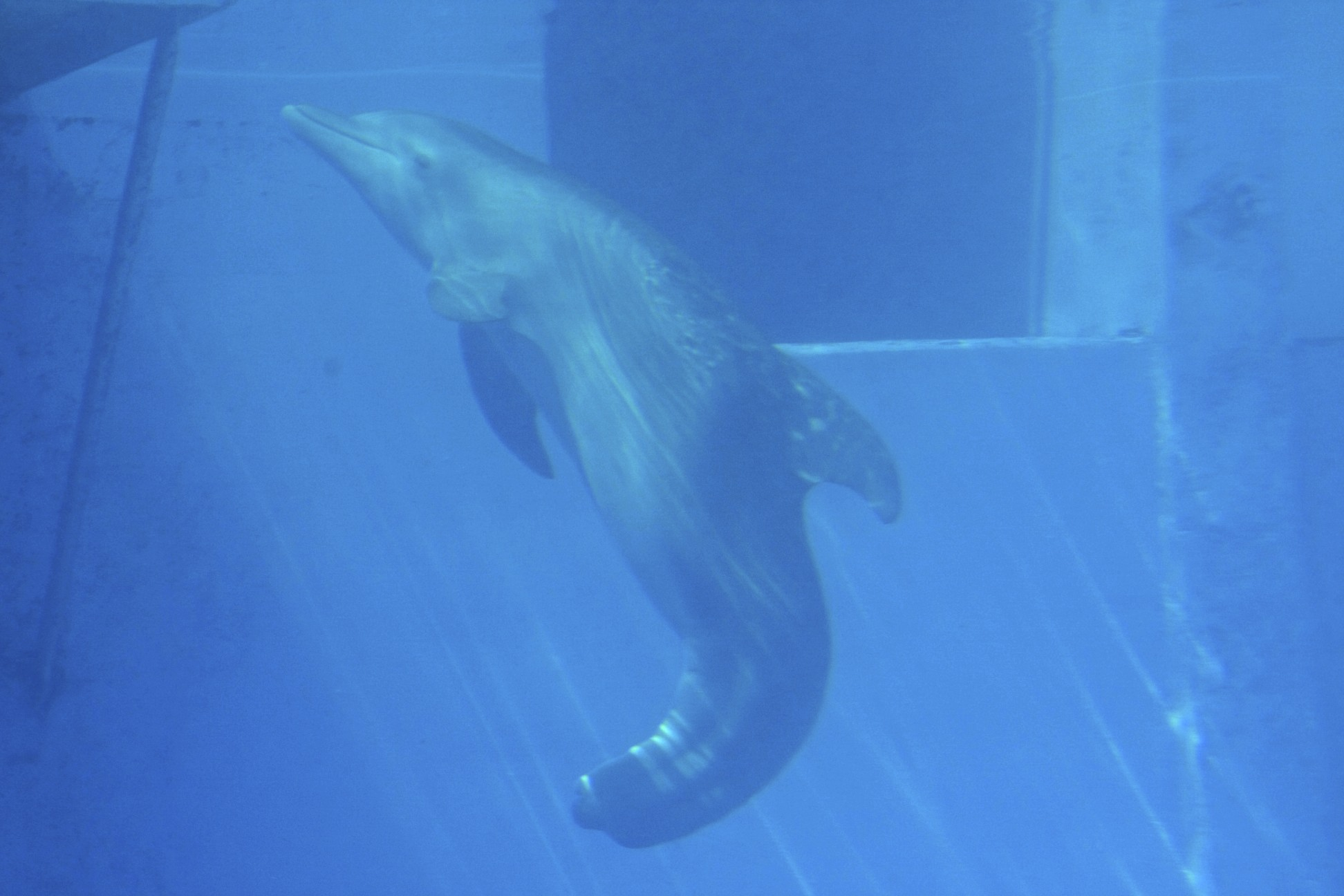
Winter nuota senza la sua protesi.

Winter (5 ottobre 2005 – 11 novembre 2021) è stata una femmina di delfino che si trovava al Clearwater Marine Aquarium a Clearwater, Florida, nota per il fatto di avere la coda amputata ed utilizzare una coda protesica, che le consente di nuotare normalmente.

## La vicenda

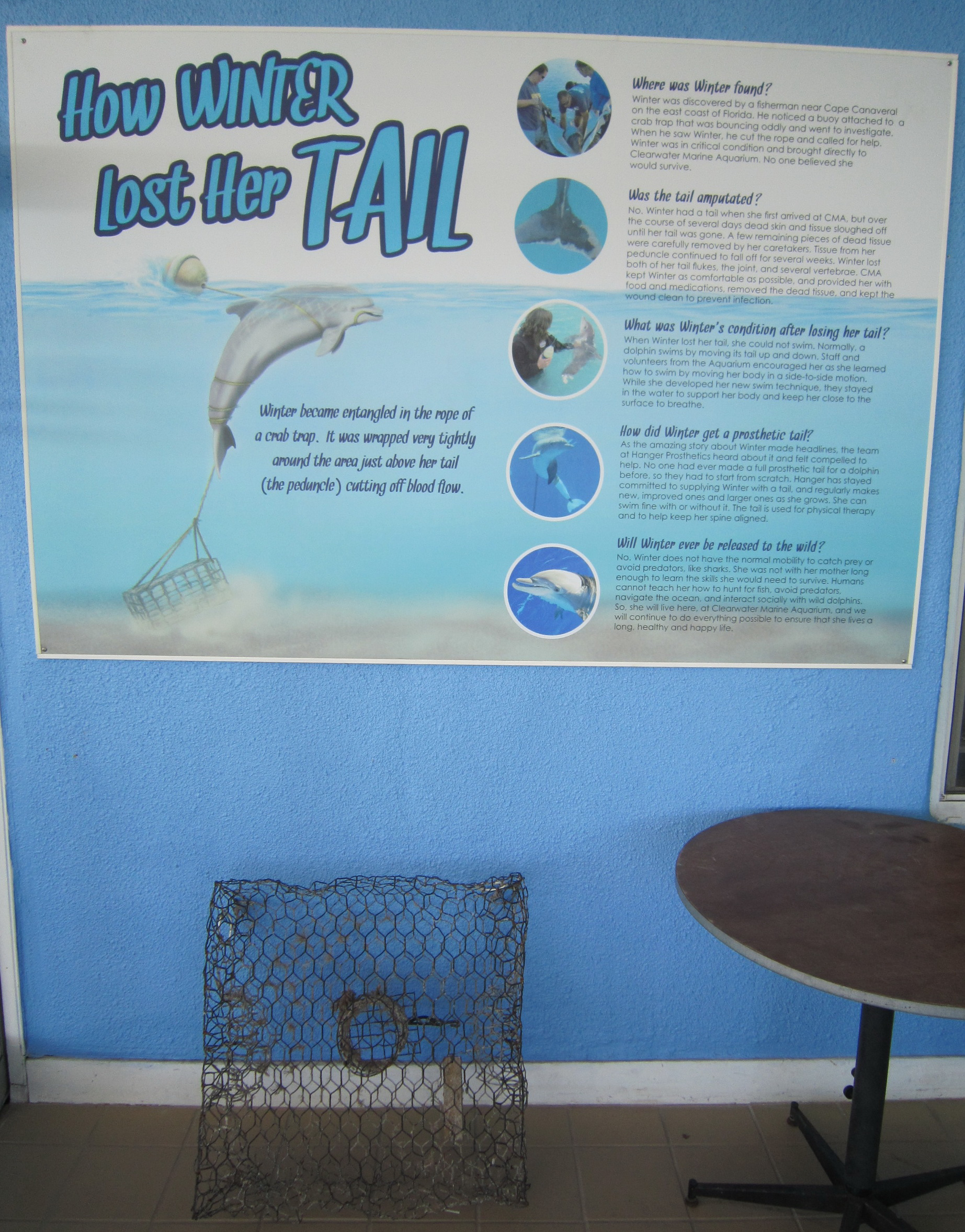
Scheda esplicativa dell'incidente e riproduzione della trappola.

Winter restò intrappolata nelle corde di una trappola per granchi quando aveva poco più di due mesi, il 17 dicembre 2005, nella laguna Mosquito, al largo della costa della Florida. La corda interruppe l'afflusso di sangue alla sua coda. Fu avvistata e salvata da una piccola barca da pesca e un team SeaWorld (con l'assistenza della Harbor Branch Oceanographic Institute), che la portarono al Clearwater Marine Aquarium, dove fu necessaria l'amputazione della coda, danneggiata irreparabilmente dalla mancanza di sangue per un periodo di tempo prolungato. In un primo momento Winter sembrò imparare a nuotare senza coda, in quanto la sua condizione la portò a riuscire ad eseguire il particolare movimento di nuoto che eseguono i pesci. Dopo alcuni studi ed esami clinici, i veterinari constatarono che questo movimento di nuoto innaturale stava danneggiando la sua spina dorsale, rischiando di portarla ad una prematura morte, pertanto iniziò a prendere forma l'idea di dotare Winter di una coda protesica. Kevin Carroll, che aveva già progettato protesi per altri animali, offrì il proprio aiuto.

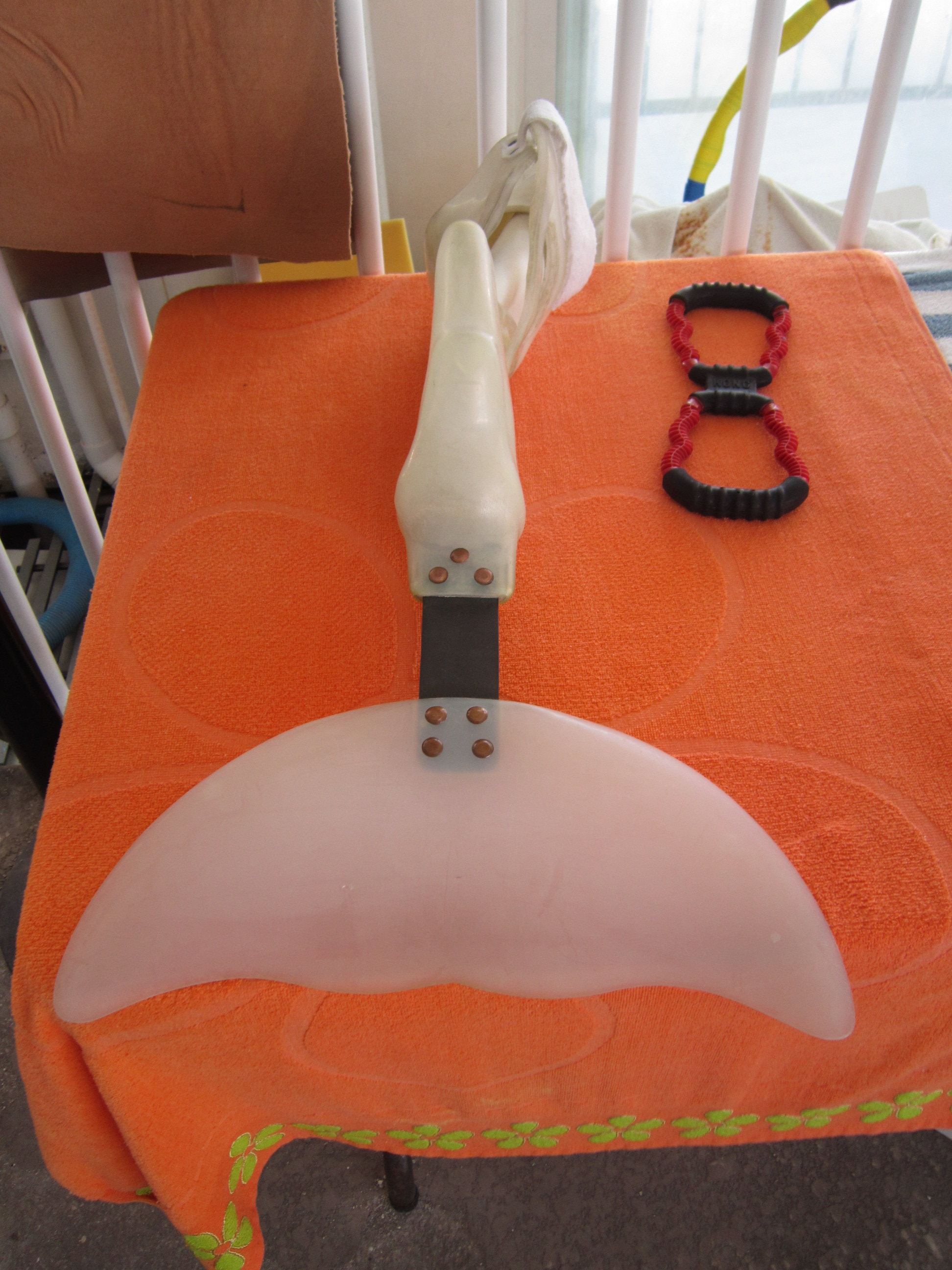
La coda artificiale di Winter.

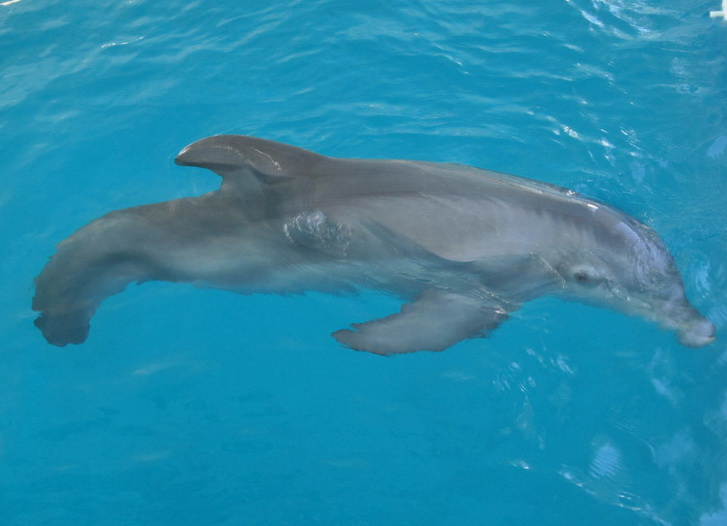
Un'altra foto di Winter senza la coda artificiale

Carroll e un team di esperti impiegarono più di un anno per progettare e testare la protesi, la quale è composta da normale plastica e silicone. Per evitare delle irritazioni sulla pelle di Winter, è stata realizzata una particolare guaina gelatinosa. Gli studi e le opportune modifiche effettuate sulla protesi di Winter hanno permesso a Carroll di applicare questi metodi anche sulle persone, tra cui il veterano di guerra statunitense Brian Kolfage, che aveva perso entrambe le gambe e la mano destra in un attacco di mortaio nel 2004 in Iraq.
Winter è deceduta al Clearwater Marine Acquarium l'11 novembre 2021, all'età di 16 anni, a seguito di una distorsione intestinale impossibile da curare chirurgicamente.

## Adattamento cinematografico
La grande popolarità di Winter come attrazione dell'acquario di Clearwater ha portato alla realizzazione di un film basato sulla sua storia, dal titolo L'incredibile storia di Winter il delfino, diretto da Charles Martin Smith e distribuito negli Stati Uniti d'America il 23 settembre 2011 ed in Italia il 13 gennaio 2012. La trama è incentrata attorno ad un ragazzo che fa amicizia con il delfino Winter, la quale nel film interpreta sé stessa. Per la realizzazione della pellicola sono state apportate alcune modifiche al Clearwater Marine Aquarium, tra cui una nuova piscina da 80.000 litri. Un sequel del film, intitolato L'incredibile storia di Winter il delfino 2, è uscito nel 2013, sempre con la regia di Smith. Alcune parti del film sono state girate all'interno e intorno Clearwater. Su Winter sono stati pubblicati anche vari libri e giochi per Nintendo DS.